# Frederick Stark Pearson
Pour les articles homonymes, voir Pearson.
Frederick Stark Pearson, né le 3 juillet 1861 et mort le 7 mai 1915, est un ingénieur en électricité et un entrepreneur américain.

## Biographie
Frederick Stark Pearson est le fils de Ambrose et de Hannah (Edgerly) Pearson. Il est diplômé de l'Université Tufts en 1883, avec un A. M. B. et a reçu un diplôme A. M. M. un an plus tard. Auparavant, pendant un an (1879-80), il était instructeur dans la chimie à l'Institut de Technologie du Massachusetts; plus tard (1883-86), il a été instructeur en mathématiques et en mécanique appliquée à Tufts College. Du college, il a ensuite développé le système de transport électrique à Boston et, avec des tramways électriques de grande importance, en 1894, il a été nommé ingénieur en chef de Metropolitan Street Railways à New York. M. Pearson s'est bâti une réputation d'ingénieur électricien innovateur aux États-Unis et il a rapidement été engagé par les gouvernements et les entreprises à titre d'ingénieur-conseil pour des centrales électriques partout en Amérique du Nord. Homme d'affaires, doté d'une grande clairvoyance et d'un sens des affaires remarquable, il a entrepris d'importants projets en Amérique du Nord et du Sud avec des bailleurs de fonds prêts à l'emploi. Il a été le fondateur de Barcelona Traction (en) et de Brookfield Asset Management.
Pendant son séjour au Canada, il a développé une relation avec un jeune avocat/courtier brillant et agressif à Montréal, au Québec, du nom de James Hamet Dunn (en). Pearson a encouragé Dunn à s'installer à Londres, alors le plus important marché financier au monde.
Avec la maison de courtage de Dunn souscrivant ses placements d'actions de coentreprises, le capital suffisant a été mobilisé pour permettre à Pearson de créer un empire commercial massif qui comprenait le São Paulo Tramway, Light and Power Company (en) au Brésil, la Compagnie des chemins de fer du Nord-Ouest du Mexique, la Compagnie mexicaine de tramway, la Compagnie mexicaine de l'électricité et de la lumière au Mexique et la British American Nickel Company au Canada.
Des gouvernements instables au Mexique, la corruption endémique et la corruption de fonctionnaires publics ont causé beaucoup de chagrin à Pearson. Le gouvernement du président Venustiano Carranza a nationalisé sa compagnie mexicaine de tramways et, au bout du compte, il a perdu pratiquement tout ce qu'il avait investi au Mexique. Pendant ce temps, il est à l'origine de la construction en 1911 du barrage de Medina (en) sur le cours d'eau Medina, dans ce qui est aujourd'hui Mico, au Texas, et construit un district d'irrigation de plus de 34 000 acres (138 km²). La ville de Pearson, Texas, a été nommée en son honneur.
En 1912, il a mis sur pied un syndicat dans le comté de Hale, au Texas, près de Plainview, pour forer des puits d'irrigation afin d'irriguer environ 60 000 acres (243 km²). Au cours de son travail au Texas, Pearson a fondé la ville de Natalia, en lui donnant le nom de sa fille, Natalie Pearson Nicholson.
En 1913, il négocie un accord avec le gouvernement espagnol pour un projet hydroélectrique sur l'Èbre et forme la Barcelona Traction, Light and Power Company pour réaliser la construction qui a été achevée en 1915. Cependant, la Première Guerre mondiale limita son activité.
Lui et son épouse, Mabel Ward Pearson, ont perdu la vie le 7 mai 1915, alors qu'ils se rendaient en Angleterre pour affaires et rendre visite à sa fille Natalie, qui y vivait alors. Ils étaient sur le paquebot de ligne RMS Lusitania lorsqu'il a été torpillé au large de la côte sud de l'Irlande par l'Unterseeboot allemand U-20.